# Singalci
Singalci (singalsko සිංහල ජාතිය Sinhala Jathiya, znani tudi kot Hela ali Sinhale) so indoarijska etnična skupina izvorna na otoku Šrilanka.  Predstavljajo 75% prebivalstva Šrilanke ali več kot 15 milijonov. Singalska identiteta temelji na jeziku, zgodovinski dediščini in veri. Govorijo singalščino, indoarijanski jezik in so pretežno teravadski budisti, le majhen odstotek Singalcev je kristjanov. Večinoma živijo v severni osrednji, osrednji, južni in zahodni Šrilanki. Po Mahavamsi in Dipavamsi, ki so ju napisali budistični menihi iz samostana Anuradhapura Maha Viharaya na Šrilanki okoli 3.—5. stoletja, starodavne razprave zapisane v jeziku Pali, so Singalci potomci naseljencev, ki so prišli na otok 543 pr. n. št. iz Indije, ki jih je vodil princ Vidžaja. 

## Etimologija
Iz sanskrtske besede, ki dobesedno pomeni »levi« . Drugi sanskrtski pomen je Sinha (lev) + la (kri ali srce). 
Mahavamsa beleži izvor Singalcev in s tem povezane zgodovinske dogodke. Sledi zgodovinskemu poreklu ljudstva nazaj do prvega kralja Vijayija, ki je bil sin Sinabahuja (v sanskrtu pomeni sinha (lev) + bahu (roke, noge), vladarja Sinhapura.  Po Mahavamsi je bil Sinabahu sin princese Suppadevi iz Vange, ki se je sparila s kraljem zveri (v prvotnem besedilu ni jasno, ali je bil lev ali človek z značilnostmi leva) in rodila hčerko po imenu Sinhasivali in sina Sinabahuja, čigar roke in noge so bile levje tace in je imel levjo moč. Kralj Vidžaja, linija Sinabahuja je, po Mahavamsi in drugih zgodovinskih virih, prispel na otok Tambapanni (Šrilanka) in bil izvor levjemu ljudstvu, Singalcem.
Zgodba o prihodu kneza Vidžaja na Šrilanko in izvor ljudstva je prav tako prikazan v jamah Adžanta v stenski poslikavi jame št. 17.

## Zgodovina

### Antična zgodovina
Zgodnja zgodovina Singalcev je zapisana v dveh dokumentih, Mahavamsi, pisana v jeziku Pali okoli 4. stoletja in mnogo kasnejša Culavamsa (verjetno jo je v 13. stoletju napisal budistični menih Dhammakitti). To so stari viri, ki pokrivajo zgodovino močnih antičnih singalskih kraljev v  Anuradhapuri in  Polonnaruwi, ki vladali 1500 let. Mahavamsa opisuje obstoj polj riža in rezervoarje, kar kaže na dobro razvito agrarno družbo.

### Zgodnja kraljestva
Princ Vidžaja in njegovih 700 spremljevalcev so zapustili Suppārako  in pristali na otoku na mestu v okrožju Chilaw blizu današnjega Mannarja in ustanovil kraljestvo Tambapanni . Zapisano je, da je Vidžaja pristal na dan Budine smrti. Vidžaja je proglasil Tambapanni za svojo prestolnico in kmalu se je celoten otok tako imenoval. Tambapanni so prvotno naseljevali in upravljali Yakši, ki so imeli svoje središče v Sirīsavatthu, njihova kraljica je bila Kuveni. Glede na komentar Samyutta se je Tambapanni raztezal v sto ligah (stara mera za enoto dolžine).
Po pristanku v Tambapanniju se je Vidžaja sestal s Kuveni, ki je bila zakrinkana kot lepa ženska, vendar je bila resnično 'jakini' (hudič) po imenu Sesapathi. 
Na koncu svojega vladanja je Vidžaja, ki je imel težave z izbiro naslednika, poslal pismo mestu njegovih prednikov, Sinhapuro, in povabil svojega brata Sumitta, naj prevzame prestol. Vendar pa je Vidžaja umrl, preden je pismo prišlo na cilj, tako da je izvoljeni Upatissa, glavni vladni minister ali predsednik vlade in vodja Singalcev postal regent in kot tak deloval eno leto. Po njegovem kronanju, ki je potekalo v kraljestvu Tambapanni, ga je zapustil in zgradil drugega, Upatissa, kamor je bilo premaknjeno kraljestvo. Ko je prispelo Vijayovo pismo, je Sumitt že nasledil svojega očeta kot kralj svoje države in zato je poslal svojega sina Panduvasdeva, da bi vladal Upatissa Nuwari.
Upatissa Nuwara je bilo sedem ali osem milj severno od Kraljevine Tambapanni. Imenovana po regentu kralju Upatissu, ki je bil predsednik vlade pod Vijayo in je bila ustanovljena leta 505 pr. n. št. po smrti Vidžaje in koncu kraljevine Tambapanni.

#### Anuradhapura
Leta 377 pr. n. št. je kralj Pandukabhaya (437-367 pr. n. št.) premestil prestolnico v Anuradhapuro in mesto uspešno razvil. Anuradhapura se je imenovala po ministru, ki je prvič ustanovil vas in po dedu Pandukabhayi, ki je tam živel. Ime je izhajalo tudi glede na ugodno astrološko zvezdo, ki se je imenovala Anura. Anuradhapura je bila prestolnica vseh monarhov, ki so vladali iz te dinastije. 
Vladarji, kot so Dutthagamani, Valagamba in Dhatusena, so pomembni zaradi zmage nad južnimi Indijci in ponovnega nadzora nad kraljestvom. Drugi vladarji, ki so pomembni zaradi vojaških dosežkov so Gajabahu I., ki je začel invazijo proti vsiljivcem in Seno II., ki je poslal svojo vojsko, da bi pomagal pandžanskemu princu.

### Srednji vek
V srednjem veku je bila Šrilanka znana po svoji kmetijski blaginji pod Parakramabahujem I. v Polonnarvi, ko je bil otok slaven po vsem svetu kot rižev mlin vzhoda. Kasneje v 13. stoletju so bile upravne pokrajine razdeljene v tri neodvisna kraljestva: Sitawaka, Kotte in Kandy.  Vdor Kalinga Magha v 13. stoletju je privedel do selitve Singalcev na območja, ki niso bila pod njegovim nadzorom. Tej migraciji je sledilo obdobje konfliktov med singalskimi poglavarji, ki so poskušali uveljaviti politično prevlado. Parakramabahu VI. v 15. stoletju je bil edini singalski kralj v tem času, ki bi lahko prinesel enotnost celotnega otoka. Tudi v tem obdobju se je trgovina povečala, saj je Šrilanka začela trgovati s cimetom in otok je kupilo veliko število muslimanskih trgovcev. 
V 15. stoletju je nastalo Kandijsko kraljestvo, ki je politično razdelilo Singalce v spodnjo in zgornjo pokrajino.

### Sodobnost
Singalci imajo stabilno rodnost in prebivalstvo, ki počasi raste v primerjavi z Indijo in drugimi azijskimi državami.

## Kultura
Singalska kultura je edinstvena in datira 2600 let nazaj ter jo je hranil teravadski budizem. Glavne domene so kiparstvo, likovna umetnost, literatura, ples, poezija in široka paleta narodnih običajev in tradicionalnih obredov. Kamnite skulpture in napisi starodavni napisi so znani po vsem svetu in so glavna znamenitost v sodobnem turizmu. Sigirija je znana po freskah. Ljudske pesmi so peli delavci ob delu in pripovedujejo zgodbo o njihovem življenju. V idealnem primeru so bile te pesmi sestavljene iz štirih vrstic, posebna pozornost je bila posvečena rimam. Budistični festivali so prepleteni z edinstveno glasbo, ki uporablja tradicionalne singalske instrumente. Več starih ritualov, kot so tovil (izganjanje hudiča), še danes privlači občinstvo in pogosto hvalijo in spoštujejo dobro in moč Bude in bogov, da bi iztrebili demone.

### Noša
Singalci tradicionalno nosijo sarong (singalsko sarama  සිංහලu). Moški lahko nosijo srajco z dolgimi rokavi, medtem ko ženske nosijo tesno prilegajočo jopico s kratkimi rokavi z ovitkom, ki se imenuje cheeththaya. Na bolj poseljenih območjih moški in ženske nosijo oblačila zahodnega tipa. Za uradne in obredne priložnosti ženske nosijo tradicionalni kandijski (Osaria) slog, ki je sestavljen iz bluze, ki jo pokriva pas in je delno pritrjena na sprednji strani. V kandijskem slogu je nacionalna obleka singalskih žensk. V številnih priložnostih in funkcijah igra pomembno vlogo v ženskih oblačilih tudi saree (sari) in je postal de facto oblačilo za ženske pisarniške delavke, zlasti v vladnem sektorju. Primer uporabe je uniforma letalskih hostes podjetja Sri Lankan Airlines. 

### Kuhinja
Singalska kuhinja je ena izmed najbolj zapletenih kuhinj Južne Azije. Zaradi bližine južne Indije, singalska kuhinja kaže nekaj vpliva, vendar je v mnogih pogledih zelo različna. Kot glavno trgovsko središče so nanjo vplive kolonialne sile in tuji trgovci. Riž se je kadar koli čez dan in vsak dan, medtem ko so začinjeni kariji najljubša jed za kosilo in večerjo. Nekatere šrilanške jedi imajo izrazito podobnost kuhinje v Kerali, kar je lahko posledica podobnih geografskih in kmetijskih značilnosti. Dobro znana riževa jed Singalcev je kiribat, kar pomeni 'mlečni riž'.. Poleg sambala jedo Mallung - sesekljane liste, mešane z naribanim kokosom in rdečo čebulo. Kokosovo mleko najdemo v večini šrilanških jedi, da bi hrani dalo svoj edinstveni okus.
Šrilanka je že dolgo znana po začimbah. Najbolj znan je cimet, ki je izviren na Šrilanki. V 15. in 16. stoletju so trgovci z začimbami in slonovino iz vsega sveta, ki so prišli na Šrilanko, na otok prinesli svoje domače jedi, kar je povzročilo bogato raznolikost slogov in tehnik. Lampraisov riž kuhamo v jušni osnovi s posebnim karijem frikadelami (mesne kroglice), vse to pa se zavije v bananin list in peče kot nizozemski vpliv na šrilanško jed. Nizozemske in portugalske sladkarije so še vedno priljubljene. Britanski vplivi se kažejo v praženi govedini in pečenem piščancu. Tudi vpliv indijskega načina kuhanja in hrane je imel pomembno vlogo pri tem, kaj Šrilančani jedo.
Kuhinja otoške narodne kuhinje je v glavnem sestavljena iz kuhanega ali parjenega riža. Ta običajno sestoji iz »glavnega karija« iz rib ali piščanca, pa tudi več drugih z zelenjavo, lečo in celo sadni kariji. Priloge vključujejo kumarice, čatni in sambal. Najbolj znani so kokosov sambal, narejeni iz mletega kokosa in mešanice s čilijem, posušenimi maldivskimi ribami in sokom iz limete. To je osnova za pasto in jed z rižem.

### Jezik in literatura
Singalci govorijo singalščino, znano tudi kot »Helabasa«; ta jezik ima dve različici, govorjeno in napisano. Singalščina je indoarijski jezik znotraj širše skupine indoevropskih jezikov. Jezik so prinesli na Šrilanko predniki iz severne Indije, ki so se naselili na otoku v 6. stoletju pr. n. št..  Singalščina se je razvijala drugače od drugih indoarijskih jezikov zaradi geografske ločenosti od matičnih jezikov. Med množino jezikov je na vidnem mestu Pali, sveti jezik južnega budizma in sanskrta. Mnogo zgodnjih besedil, kot je Hela Atuwa, je bilo izgubljenih po prevodu v Pali. Druga pomembna besedila v singalščini so Amāvatura, Kavu Silumina, Jathaka Potha in Sala Liheeniya. Singalščina je sprejela tudi številne besede tujega porekla, med njimi tudi iz številnih indijskih in kolonialnih jezikov kot so portugalščina, nizozemščina in angleščina.
Sandesa Kavyas, ki so jo napisali budistični duhovniki Šrilanke, velja za nekaj najsodobnejših in vsestranskih književnih del na svetu. Singalski jezik je bil predvsem navdihnjen s sanskrtom in palijem, iz teh jezikov pa izvirajo številne besede. Danes so v uporabi tudi nekatere angleške besede zaradi britanske okupacije in izpostavljenosti tujim kulturam prek televizijskih in hollywoodskih filmov. Poleg tega je v obalnih območjih mogoče videti veliko nizozemskih in portugalskih besed.
Ljudske pripovedi, kot so Mahadana Muttha saha Golayo in Kawate Andare, še danes zabavajo otroke. Mahadana Muttha pripoveduje zgodbo o neumni Pundit, ki potuje po državi s svojimi privrženci (Golayo), ki s svojo nevednostjo ustvarja nesrečo. Kawate Andare pripoveduje zgodbo o duhovitem sodišču in njegovih odnosih s kraljevim dvorom in njegovim sinom.
V sodobnem obdobju so pisci, kot sta Martin Wickremasinghe in G. B. Senanayake, zelo razširjena. Druga ugledna avtorja sta Mahagama Sekera in Madewela S. Ratnayake. Martin Wickramasinghe je napisal izjemno priljubljen otroški roman Madol Duwa. Široka je znana tudi Hath Pana Munadasa Cumaratunge.

### Umetnost in arhitektura
Veliko oblik šrilanške umetnosti in obrti se navdihuje iz dolge otoške budistične kulture, ki je absorbirala in sprejela nešteto regionalnih in lokalnih tradicij. V večini primerov umetnost Šrilanke izhaja iz verskih prepričanj in je zastopana v številnih oblikah, kot so slikarstvo, kiparstvo in arhitektura. Eden od najpomembnejših vidikov umetnosti Šrilanke so jame in tempeljske slike, kot so freske najdene v Sigiriji in verske slike v templjih v Dambuli in templju Sri Dalada Maligawa v Kandiju. Na druge priljubljene oblike umetnosti so vplivali tako domačini kot zunanji naseljenci. Na primer, tradicionalna lesena ročna dela in keramiko najdemo v hribovitem delu dežele, medtem ko so Portugalci vplivali na čipke, indijski batik se je zgledoval po Indoneziji. Ima veliko različnih in lepih risb.
Razvili so se po indoarijskih arhitekturnih spretnostih v poznem 6. stoletju pred našim štetjem. Singalci, ki so živeli na večjih kraljestvih, kot sta Anuradhapura in Polonnaruwa, so zgradili mnogo arhitektur, kot so Ruwanwelisaya, Jetavanaramaya - druga najvišja opečna zgradba v starodavnem svetu po veliki piramidi v Gizi in Abhayagiri vihāra - tretja najvišja stavba iz opeke v starodavnem svetu. Z znanjem starodavne hidravlične tehnologije, ki je tudi edinstvena za singalske ljudi, da zgradili starodavne rezervoarje, sistematične ribnike z jarki in irigacijske rezervoarje, kot so Parakrama Samudra, Kawdulla in Kandalama. Sigirja, ki velja za osmo čudo sveta, je kombinacija naravne in človeške trdnjave, ki je sestavljena iz mnogih arhitekturnih vidikov.

### Borilne veščine
Angampora je tradicionalna borilna veščina Singalcev. Združuje bojne tehnike, samoobrambo, šport, vadbo in meditacijo.  Ključne tehnike v Angampori so: Angam - rokoborba in Illangam, ki uporablja domače orožje, kot so Velayudaya palice, noži in meči. Najizrazitejša značilnost je uporaba napada na točke, ki povzročijo bolečino ali trajno paralizirajo nasprotnika. Borci običajno uporabljajo tako uničujoče kot spretne tehnike in se borijo, dokler se nasprotnik ne ujame v blokado, ko ne more ubežati. Uporaba orožja je diskrecijska. Obseg spopada je definiran vnaprej, v nekaterih primerih je jama.  Angampora je skoraj izumrla, ko je država leta 1815 padla pod britansko vlado, a se je ohranila v nekaj družinah do neodvisnosti. 

## Religija
Main articles: Buddhism in Sri Lanka and Christianity in Sri Lanka
Oblika budizma na Šrilanki je znana kot teravada (šola starejših). Pali-kronike (npr. Mahavansa) trdijo, da so Singalci kot etnična skupina namenjeni ohranjanju in varovanju budizma. Leta 1988 je bilo skoraj 93% prebivalstva, ki so govorili singalsko, budistov.  Opazovanja sedanjih verskih prepričanj in praks kažejo, da imajo Singalci kot verska skupnost kompleksen pogled na svet kot budisti. Zaradi bližine in v nekaterih primerih podobnosti nekaterih doktrin obstaja veliko področij, kjer budisti in hindujci delijo verske poglede in prakse. To lahko pripelje do mnenja, da so budisti sprejeli verske elemente iz hindujskih tradicij v svoje verske prakse. Nekatere od teh praks se lahko nanašajo na starodavna domorodna prepričanja in običaje o duhovih, čaščenju božanstev in bogov in nekatere figure se zdijo demoni. Nekatere od teh demonskih oseb se uporabljajo v zdravilskih ritualih in so morda domorodne na otoku.
Znana antropologa Gananath Obeyesekere in Kitsiri Malalgoda sta uporabila izraz »protestantski budizem«, da bi opisala tip budizma, ki se je pojavil med Singalci na Šrilanki kot odziv na protestantske krščanske misijonarje in njihove evangeljske dejavnosti v britanskem kolonialnem obdobju. Tovrstni budizem je vplival na protestantske strategije organiziranja verskih praks. Videli so potrebo po ustanovitvi budističnih šol za izobraževanje budistične mladine in organizacijo budistov z novimi organizacijami, kot so Budistična zveza mladeničev, pa tudi s tiskanjem brošur, ki spodbujajo ljudi k udeležbi v razpravah in verskih sporih za obrambo budizma. 
V obmorskih pokrajinah obstaja velika krščanska skupnost. Krščanstvo prinesli portugalski, nizozemski in britanski misijonarji. Singalski kristjani v glavnem sledijo rimskemu katolicizmu in protestantizmu. Njihov kulturni center je Negombo.
Religija velja za zelo pomembno med Singalci. Glede na anketo Gallupa iz leta 2008 je 99% Šrilančanov menilo, da je religija pomemben vidik njihovega vsakdanjega življenja. 

## Druge reference
- De Silva, K. M. History of Sri Lanka (Univ. of Calif. Press, 1981)
- Gunasekera, Tamara. Hierarchy and Egalitarianism: Caste, Class, and Power in Sinhalese Peasant Society (Athlone, 1994).
- Roberts, Michael. Sri Lanka: Collective Identities Revisited (Colombo-Marga Institute, 1997).
- Wickremeratne, Ananda. Buddhism and Ethnicity in Sri Lanka: A Historical Analysis (New Delhi-Vikas Publishing House, 1995).